# Ernogrammus hexagrammus
Ernogrammus hexagrammus és una espècie de peix de la família dels estiquèids i de l'ordre dels perciformes.

## Descripció
- Fa 15 cm de llargària màxima.[8][9]

## Reproducció
És ovípar i els ous són custodiats pel mascle.

## Alimentació
Menja poliquets, crustacis decàpodes, peixos, algues, sipúnculs i Mysida.
És depredat per l'agullat (Squalus acanthias), Sebastes taczanowskii, Sebastes trivittatus, Myoxocephalus i corbs marins.

## Hàbitat i distribució geogràfica
És un peix marí, demersal (fins als 142 m de fondària) i de clima temperat, el qual viu al Pacífic nord-occidental: les àrees costaneres (a prop dels esculls rocallosos entre algues i roques) i, també, les aigües salabroses des del Japó fins al golf de Bohai, la mar Groga, el mar del Japó i el sud de les illes Kurils, incloent-hi l'estret de Tatària, la Xina, la península de Corea i Rússia.

## Observacions
És una espècie inofensiva per als humans, solitària i nocturna que s'amaga entre les pedres durant el dia i es trasllada a zones sorrenques a la nit per alimentar-se.